# ريم بسيوني
ريم بسيوني، كاتبة وروائية مصرية، وأستاذة في الجامعة الامريكية، فائزة بالعديد من الجوائز منها: جائزة ساويرس للثقافة عن روايتها «الدكتورة هناء»، وجائزة أحسن عمل مترجم في الولايات المتحدة الأمريكية عن روايتها «بائع الفستق»، وجائزة نجيب محفوظ للأدب من المجلس الأعلى للثقافة عن روايتها «أولاد الناس ثلاثية المماليك». وجائزة الشيخ زايد للكتاب عام 2024. أول امرأة مصرية حاصلة على الماجستير (١٩٩٨) والدكتوراة (٢٠٠٢) في علم اللغويات من جامعة أكسفورد ببريطانيا. أول عالمة تصدر أول كتاب أكاديمي في علم اللغة الاجتماعي للغة العربية باللغة الإنجليزية عام (2009) بعنوان Arabic Sociolonguistics. أول امرأة تحصل على جائزة نجيب محفوظ من المجلس الأعلى للثقافة بمصر لأفضل رواية مصرية لعام ٢٠٢٠ عن رواية أولاد الناس ثلاثية المماليك.

## السيرة الذاتية
- ريم بسيوني، ولدت في السادس من مارس عام 1973م في حافظة الاسكندرية، حصلت على ليسانس آداب قسم اللغة الإنجليزية جامعة الإسكندرية، بعد تخرجها عُينت في نفس الجامعة، ولكنها قررت مواصلة دراستها في الخارج وحصلت على الماجستير والدكتوراه من جامعة أكسفورد في بريطانيا في «علم اللغويات»، ثم حصلت على الدكتوراه في «تحليل الخطاب السياسى» من جامعة أوكسفورد، وقامت بالتدريس في نفس الجامعة.
- حاضرت في بعض الجامعات الأمريكية عن الفكر والثقافة والأدب العربي.
- عملت لفترة قصيرة في المملكة المتحدة، قبل أن تنتقل إلى الولايات المتحدة، ومن هناك انتقلت إلى جامعة جورج تاون.
- عادت إلى مسقط رأسها «مصر» عندما أنضمت إلى الجامعة الأمريكية في القاهرة في عام 2013.
- تكتب القصة والرواية باللغتين العربية والإنجليزية.
- صدر لها العديد من الروايات هي (بائع الفستق نسخة محفوظة 17 مايو 2017 على موقع واي باك مشين.)، ورواية (رائحة البحر)، ورواية (الدكتورة هناء)، ورواية (الحب على الطريقة العربية)، ورواية (اشياء رائعة)، ورواية (مرشد سياحي)، ورواية (أولاد الناس ثلاثية المماليك)، ورواية (سبيل الغارق الطريق والبحر)، ورواية (القطائع ثلاثية ابن طولون)، ورواية (الحلواني ثلاثية الفاطميين)، ورواية (ماريو وأبو العباس).
- ترجم أعمالها مترجم روايات نجيب محفوظ، روجر آلن.[11][12]

## أعمالها
روايات
1. «الحب على الطريقة العربية»، الناشر دار الهلال عام 2009.[13][14]
2. «رائحة البحر»، الناشر دار البستاني للنشر والتوزيع عام 2005.[15][16]
3. «بائع الفستق»، الناشر مكتبة مدبولي، ومترجمة إلى الإنجليزية.[17][18]
4. «الدكتورة هناء»، الناشر مكتبه المدبولي في الثامن عشر من مارس عام 2007، ومترجمة إلى الإنجليزية والإسبانية واليونانية والإيطالية.[19][20]
5. «أشياء رائعة»، الناشر دار الاداب عام 2010، ومترجمة إلى الإنجليزية[21][22]
6. «مرشد سياحي»، الناشر نهضة مصر 2017.
7. «أولاد الناس ثلاثية المماليك»، الناشر نهضة مصر 2018، ومترجمة إلى الإنجليزية.[11]
8. «سبيل الغارق الطريق والبحر»، الناشر نهضة مصر 2020، ومترجمة إلى الإنجليزية.[23]
9. «القطائع ثلاثية ابن طولون»، الناشر نهضة مصر 2021.
10. «الحلواني ثلاثية الفاطميين»، الناشر نهضة مصر 2022.[24]
11. «ماريو وأبو العباس»، الناشر نهضة مصر 2023.[25]
12. «الغواص: أبو حامد الغزالي»، الناشر نهضة مص, 2024.[26]

كتب علمية
صدر لها العديد من الكتب العلمية عن أشهر دور النشر الأوروبية والأمريكية والعربية منها:
.البحث عن السعادة رحلة في الفكر الصوفي وأسرار اللغة، دار المعارف، 2023.
·Language and Identity in Modern Egypt (2014): Edinburgh University Press
· Arabic Language and Linguistics (2012): Georgetown, USA
· Arabic and the Media (2010): Brill, Holland
· Arabic Sociolinguistics 2009: Edinburgh /Georgetown University Press

## الجوائز والترشيحات
- حصلت رواية «بائع الفستق» على جائزة أفضل عمل مترجم في أمريكا عام 2015، وقامت بنشرها جامعة سيراكيوز بالولايات المتحدة عام 2009.[28][29][30][31]
- أُختيرت من قبل مجلة «النقد» في أمريكا ضمن أفضل عشر روايات صدرت عام 2009.[29]
- حصلت رواية «الدكتورة هناء» على جائزة ساويرس للأدب لعام 2010.[32][33]
- حصلت رواية «أولاد الناس ثلاثية المماليك» على جائزة نجيب محفوظ للأدب من المجلس الأعلى للثقافة لعام 2019-2020.[34]
- حصلت على جائزة الدولة للتفوق في مجال الآداب اعام 2022 عن مجمل أعمالها الأدبية.[35]
- رُشحت ضمن أفضل خمسة روائيين مصريين من الشباب حسب منصة "دنيا الوطن"[36]
- حصلت على جائزة الشيخ زايد للكتاب فرع الآداب عام 2024م عن روايتها «الحلواني ثلاثية الفاطميين».[37]